# Vernon Hartshorn
 (juillet 2020).
Le contenu est difficilement compréhensible vu les erreurs de traduction, qui sont peut-être dues à l'utilisation d'un logiciel de traduction automatique.
Vernon Hartshorn (16 mars 1872 - 13 mars 1931) est un syndicaliste et homme politique du parti travailliste gallois qui est député de 1918 jusqu'à sa mort . 
Il est président de la Fédération des mineurs du sud du Pays de Galles et membre de l'exécutif national de la Fédération des mineurs de Grande-Bretagne . 
Il est élu député d'Ogmore aux élections générales de 1918 . Il est ministre des Postes en 1924, nommé conseiller privé la même année et est devenu membre de la Commission Simon. En 1930, il est nommé Lord du sceau privé, servant jusqu'à sa mort le 13 mars 1931.

## Jeunesse et éducation
Vernon Hartshorn est né le 16 mars 1872 à Pontywaun, Monmouthshire. Il est le fils aîné d'Ellen et de Theophilus Hartshorn. Au moment de sa naissance, son père est mineur de charbon, mais est devenu plus tard un drapier et épicier local. 
La famille est méthodiste primitif et Theophilus Hartshorn est un enseignant de l'école du dimanche et administrateur de l'église méthodiste primitive Crosskeys. Diverses sources décrivent Vernon Hartshorn comme enseignant à l'école du dimanche et prédicateur laïc dès le début de l'âge adulte. Il est probable qu'il ait reçu son éducation par le biais de son foyer, du conseil scolaire local, de la chapelle, du travail et des instituts locaux. Un ami d'enfance se souvient qu'il a passé un trimestre à Oliver's Mount, une école Quaker à Scarborough, dans le Yorkshire, où il "était bon en arithmétique et pouvait résoudre les problèmes par lui-même que les maîtres trouvaient difficiles" . Cette capacité mathématique innée devait se révéler précieuse au cours des années suivantes. 

## Début de carrière
Il commence à travailler, dans la clandestinité, probablement à l'âge de 14 ans, à la mine de charbon Risca pendant environ un an entre 1892 et 1893. 
En raison d'une mauvaise santé, Hartshorn change pour travailler au-dessus du sol pour les mines de charbon Powell Duffryn à Aberaman à partir de 1896. De là, il est transféré aux bureaux de la société à Cardiff Docks pour travailler comme commis junior. Cela lui permet d'obtenir un aperçu des questions commerciales. 
Il est ensuite élu Checkweighman aux Risca Collieries, un poste rendu vacant par James Winstone, membre fondateur éminent et futur président de la South Wales Miners 'Federation. 
Hartshorn participe activement à la promotion de la cause de la Fédération des mineurs du sud du Pays de Galles. Il représente - avec un autre leader éminent, Alfred Onions - le district de Tredegar de la Fédération des mineurs du sud du Pays de Galles. 
Au moment de son élection comme agent des mineurs à Maesteg en 1905, Hartshorn est considéré comme l'un des hommes prometteur de la Fédération. Il a montré qu'il avait beaucoup de persévérance, une grande perspicacité dans les affaires minières et politiques et une détermination à faire ce qu'il considérait comme juste, même si les chances étaient contre lui. Il est recommandé pour le poste par les principaux dirigeants de la Fédération des mineurs du sud du Pays de Galles à l'époque, y compris William Abraham (Mabon), William Brace et James Winstone (en), tous parlant de son "caractère moral sans tache, de sa vivacité, de son tact et sa capacité à maîtriser les problèmes économiques et ses bonnes capacités de direction ". 
En 1912, il est décrit, dans le Pall Mall Gazette, comme "le plus éminent et le plus capable des dirigeants socialistes du South Wales Coalfield" .

## Carrière politique
Il cherche à être sélectionné comme candidat travailliste aux élections générales de janvier 1910 dans la circonscription de Mid-Glamorganshire. À cette occasion, il n'a pas obtenu le soutien de la Fédération des mineurs du sud du Pays de Galles et a dû se retirer. Il se présente de nouveau comme candidat travailliste aux élections partielles d'avril 1910, et encore une fois aux élections générales de décembre de la même année. À ces deux occasions, il est soutenu par la Fédération des mineurs du sud du Pays de Galles, mais il n'est pas élu. Hartshorn n'est élu député qu'en 1918, puis sans opposition, dans la nouvelle circonscription d'Ogmore. Il occupe le siège du Labour jusqu'à sa mort en 1931. 

### Grève du charbon
Au cours de la grève nationale du charbon de 1912, il est fait référence à Hartshorn dans la presse en tant que militant, extrémiste, socialiste, pugnace et intransigeant. Cela dit, il ne faisait pas partie du groupe de jeunes socialistes de Rhondda qui a publié le manifeste du syndicaliste, "The Miners Next Step", avec sa critique soutenue du style de leadership de William Abraham. Il n'est pas non plus partisan de la conciliation et du compromis, de la coopération à tout prix avec les charbonniers. 
La grève de 1912 de près d'un million de mineurs est sans précédent. Le gouvernement, craignant des troubles généralisés à une échelle beaucoup plus grande que les émeutes de Tonypandy de 1911, décide d'intervenir dans le différend. En un mois, il fit voter un projet de loi sur le salaire minimum au Parlement. Les modalités de rémunération des mineurs qui en résultent sont loin d'être parfaites, mais la législation prévoit l'introduction du premier exemple de salaire minimum national. 
Acteur clé des négociations qui ont lieu à Londres, Hartshorn est loin d'être enthousiaste à propos du projet de loi sur les salaires, et il indique clairement qu'il ne pouvait pas être accepté comme une solution définitive au problème. Il estime que si les mineurs décident de reprendre le travail, ce ne serait pas une reddition, mais simplement une décision de tester ce qu'ils ont gagné. La grève prend fin le 6 avril 1912. 

### La première Guerre mondiale
La production de charbon en Grande-Bretagne culmine en 1913, mais la Première Guerre mondiale apporte de nouveaux défis au sein de l'industrie. Tout au long de la guerre, il y a une lutte constante entre les charbonnages et l'armée pour la main-d'œuvre, et la conscription fait plus que tout autre problème pour diviser le mouvement travailliste. De plus, avec la guerre, l'inflation est venue, mais le salaire du mineur n'a pas réussi à suivre l'augmentation du coût de la vie. Il est devenu difficile pour les dirigeants des mineurs d'équilibrer les intérêts des mineurs et les intérêts de la nation. En mars 1915, la Fédération des mineurs de Grande-Bretagne demande une augmentation de salaire de 20%. Les charbonniers refusent de discuter d'une augmentation nationale des salaires et les négociations reprennent localement. Des accords satisfaisants sont conclus dans la plupart des régions, à l'exception du sud du Pays de Galles, où les propriétaires de charbonnages obstinés refusent de bouger au-delà de 10%. Le 15 juillet 1915, environ 200 000 mineurs au Pays de Galles se mettent en grève. Hartshorn et d'autres dirigeants de la Fédération exhortent les mineurs à abandonner leurs plans de grève et à poursuivre les négociations tout en travaillant. Il estime qu'il y aurait un manque de soutien public pour une grève pendant que le pays est en guerre et que la défense navale dépend du charbon. Il y a également des risques pour la crédibilité de la Fédération à plus long terme. Inévitablement, il est critiqué par certains pour avoir «trahi» les mineurs. La grève du charbon de 1915 est source de divisions, certains considèrent les mineurs comme antipatriotiques tandis que d'autres critiquent les propriétaires de la mine. Quoi qu'il en soit, c'est un événement grave, et le ministre des Munitions, Lloyd George, invoque le Munitions of War Act, rendant la grève illégale. En novembre 1916, une nouvelle grève des salaires a lieu au Pays de Galles. Cette fois, le gouvernement prend le contrôle de l'industrie, et elle devait rester sous le contrôle du gouvernement pendant les quatre années suivantes. 
Pendant la guerre, Hartshorn visite le front occidental avec d'autres chefs de mineurs, ostensiblement pour évaluer le moral et les conditions dans les troupes. Il est devenu membre du Coal Mining Organisation Committee (CMOC) créé en 1915, puis membre du conseil consultatif du contrôleur des mines. Il est également l'un des trois commissaires du Pays de Galles dans le cadre de l'enquête de 1917 sur les troubles industriels et membre du Colliery Recruiting Court dans le sud du Pays de Galles. En janvier 1918, il reçoit l'OBE en reconnaissance de ses services au CMOC. 
Avant et tout au long des années de guerre, il soutient la campagne pour le suffrage des femmes. 